# ترمنايتور سالفايشن
المدمر: الخلاص (بالإنجليزية: Terminator Salvation)‏ فيلم أمريكي من نوع أكشن، خيال علمي، إثارة، أنتج عام 2009 من إخراج ماك جي ومن تأليف مايكل فيريس.

تدور أحداث الفيلم في سنة 2018 عندما تصبح ماكينات سكاي نت أسياد العالم، والأمل الأخير لإنقاذ البشرية هو جون كونر. يصاحب جون مسجون من الماضي إسمه ماركوس ريت، يحاولا اوقف سكاي نت قبل أن تدمر ما تبقى من الإنسانية.

## الشخصيات
| الممثل              | الشخصية        |
| ------------------- | -------------- |
| كريستيان بيل        | جون كونر       |
| سام ورذينجتن        | ماركوس رايت    |
| هيلينا بونهام كارتر | د.سيرينا كوجان |
| مون بلودجود         | بلير ويليامز   |

## حقائق عن الفيلم
- تم تصوير مشاهد الفيلم بالكامل في (مدينة نيومكسيكو) مابين استوديوهات ومناطق صحراوية وغيرها من الاماكن التي استخدمها المخرج كساحة للحرب.
- هيلينا بونهام كارتر حلت محل (الممثلة تيلدا سوينتون) قبل فترة قصيرة جدا من التصوير وقامت بتصوير مشاهدها في 10 أيام فقط.
- أرنولد شوارزنيجر رفض الظهور في الفيلم كضيف شرف حيث اشار إلى أن ظهوره بشكل قصير بداخل الفيلم سيكون خيانة لجمهوره.
- التصوير الرئيسي استغرق ما يقرب من 77 يوما متواصلة.
- أغنية الفيلم you can be mine التي ظهرت في احداث الفيلم تم تقديمها من قبل في الجزء الثاني من فيلم تيرميناتور.

## وصلات خارجية
- ترمنايتور سالفايشن على موقع IMDb (الإنجليزية)
- ترمنايتور سالفايشن على موقع ميتاكريتيك (الإنجليزية)
- ترمنايتور سالفايشن على موقع الموسوعة البريطانية (الإنجليزية)
- ترمنايتور سالفايشن على موقع روتن توميتوز (الإنجليزية)
- ترمنايتور سالفايشن على موقع نتفليكس (الإنجليزية)
- ترمنايتور سالفايشن على موقع قاعدة بيانات الأفلام العربية
- ترمنايتور سالفايشن على موقع ألو سيني (الفرنسية)
- ترمنايتور سالفايشن على موقع Turner Classic Movies (الإنجليزية)
- ترمنايتور سالفايشن على موقع أول موفي (الإنجليزية)
- ترمنايتور سالفايشن على موقع بوكس أوفيس موجو (الإنجليزية)

1. ↑  وصلة مرجع: http://nmhh.hu/dokumentum/158984/2009_filmbemutatok_osszes.xls.
2. ↑  Peter Sciretta. "Confirmed: Jonathan Nolan Not Credited For Terminator Salvation". SlashFilm.com. مؤرشف من الأصل في 2018-07-25. اطلع عليه بتاريخ 2017-01-05.
3. ↑  Production Notesنسخة محفوظة May 21, 2009, على موقع واي باك مشين.
4. ↑  Focus Points. Terminator Salvation DVD (Region 4): Columbia Home Video. {{استشهاد بوسائط مرئية ومسموعة}}: |format= بحاجة لـ |url= (مساعدة)صيانة الاستشهاد: مكان (link)